# Escuela veneciana
Para el movimiento musical, véase Escuela veneciana (música).

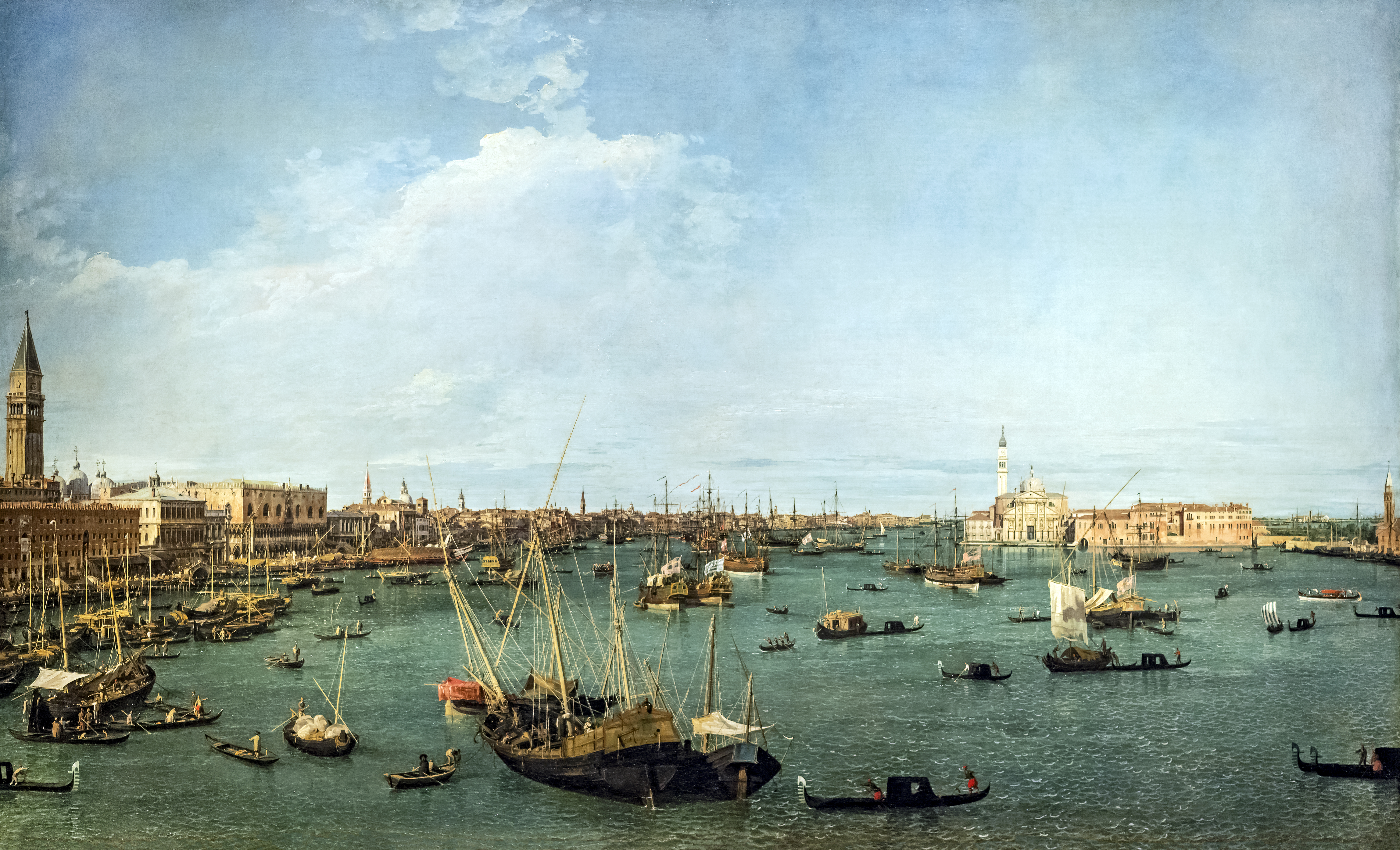
Venecia, óleo de Canaletto,.

La escuela veneciana fue un conjunto de movimientos artísticos, de corte esencialmente pictórico, que se desarrollaron en la región de la República de Venecia, expandiéndose luego al resto de Europa. Sus principales representantes son Vittore Carpaccio, los hermanos Antonio y Bartolomeo Vivarini, Gentile y Giovanni Bellini, Giorgione, Tiziano, Tintoretto, Jacopo Bassano, Paolo Veronese, Gianbattista Tiepolo, Francesco Guardi (y hermanos) y Canaletto.

## Contexto
Esta escuela se desarrolló con relativa independencia respecto a las tendencias dominantes en otros lugares. Las características de Venecia, cosmopolita, acaudalada y volcada al intercambio, fueron un factor determinante. Sus particularidades urbanas y su belleza arquitectónica fueron asimismo parámetros centrales de los intereses estéticos de la escuela, que pintaron y evocaron sus espacios en varias de sus obras.
Fue asimismo determinante la relativa tranquilidad de la ciudad, pues la Serenísima República no padeció confrontaciones, como las luchas internas de Florencia, y gozó de una sólida independencia hasta los tiempos napoleónicos.

## Primeros representantes
En un principio, el aislamiento marcó cierto retraso en el desarrollo de una escuela original y de vanguardia. El arte bizantino caracterizó en efecto los trabajos de los primeros exponentes de la escuela veneciana, como Paolo Veneziano, Lorenzo Veneziano o Semitecolo.

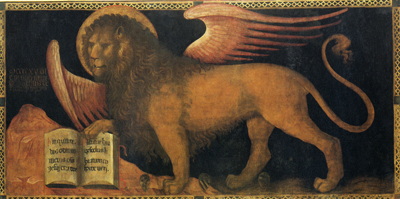
El León de la Señoría, de Jacobello del Fiore.

En 1420 el palacio ducal fue intervenido por Gentile da Fabriano, quien influenció con su estilo colorido al primer gran miembro de la escuela, Jacobello del Fiore, autor del León de la Señoría, La justicia entre San Miguel y San Gabriel, en la Galería de la Academia; de la Epifanía (Museo de Estocolmo) y del Retablo de Santa Lucía, en el Museo de Fermo. Aunque es un pintor de esencias góticas, narrativas y pintorescas, en la obra de Jacobello ya se encuentra un colorido que acompañará a la escuela.
La familia Vivarini también favoreció el desarrollo de las características de la escuela, como se puede apreciar en las obras de Antonio, Bartolomeo y Alvise. Antonio da Negroponte y Andrea da Murano, preceden a Carlo Crivelli, pintor de corte preciosista, enjoyado, opulento de color, amante del lujo ornamental, de las bellas telas y de las ricas arquitecturas, de cuya obra son óptimos ejemplos la Anunciación (National Gallery de Londres) y la Madonna de la Candeletta (Milán, Pinacoteca Brera).

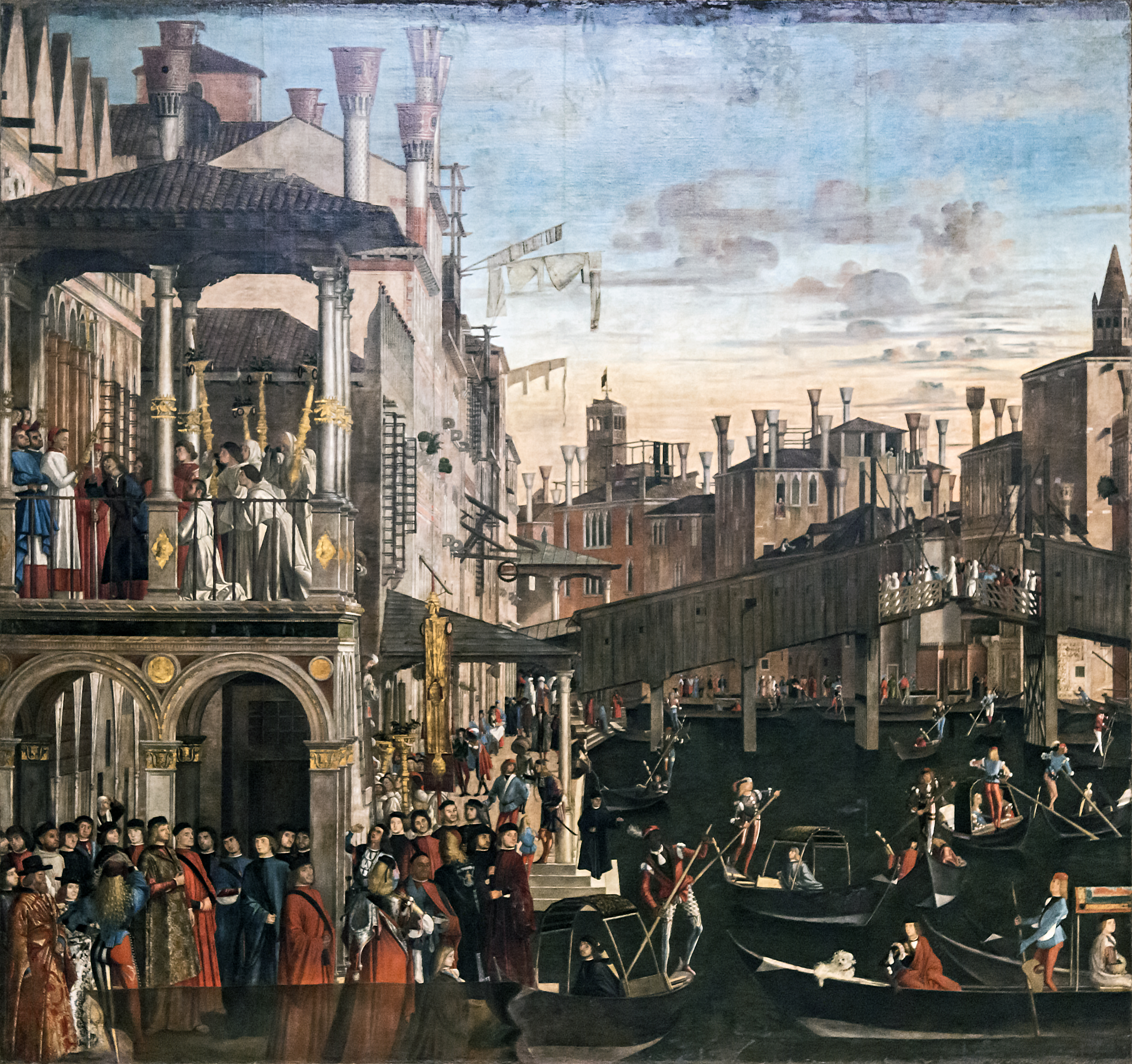
Milagro de la Cruz en Rialto, de Vittore Carpaccio.

### Carpaccio y Bellini
Con Vittore Carpaccio, nacido en la segunda mitad del siglo XV, se consolidan los rasgos y parámetros fundamentales de la escuela. En sus obras encontramos las calles, plazas y casas, de Venecia, lo mismo que sus característicos canales, unas veces con fidelidad, otras con fantasía. Pero la urbana ya domina su pintura, y con ella sus desfiles, procesiones y demás festividades.
Con Giovanni Cima da Conegliano se registra un regreso al paisaje 
pintoresco, pero los Bellini se revelan como sustantivamente venecianos, Gentile por sus escenas y procesiones urbanas, Giovanni por el asombroso retrato El dux Leonardo Loredan.

## Apogeo,sigloXVI
El retrato fue uno de sus géneros predilectos y casi obligados. Al perfil tipo Bellini y Pisanello seguirían la pose tres cuartos de perfil de Antonello y la frontalidad del periodo del esplendor, que comienza con la devoción a la belleza de Giorgione y Vincenzo Catena. Si en determinadas composiciones religiosas de uno y otro las diferencias de inspiración son mínimas, Giorgione discurre temas de no siempre claro simbolismo, como La tempestad o Los tres filósofos, prolongado en obras como Venus dormida o Concierto campestre el paganismo y orientalismo veneciano, antes sólo latente.

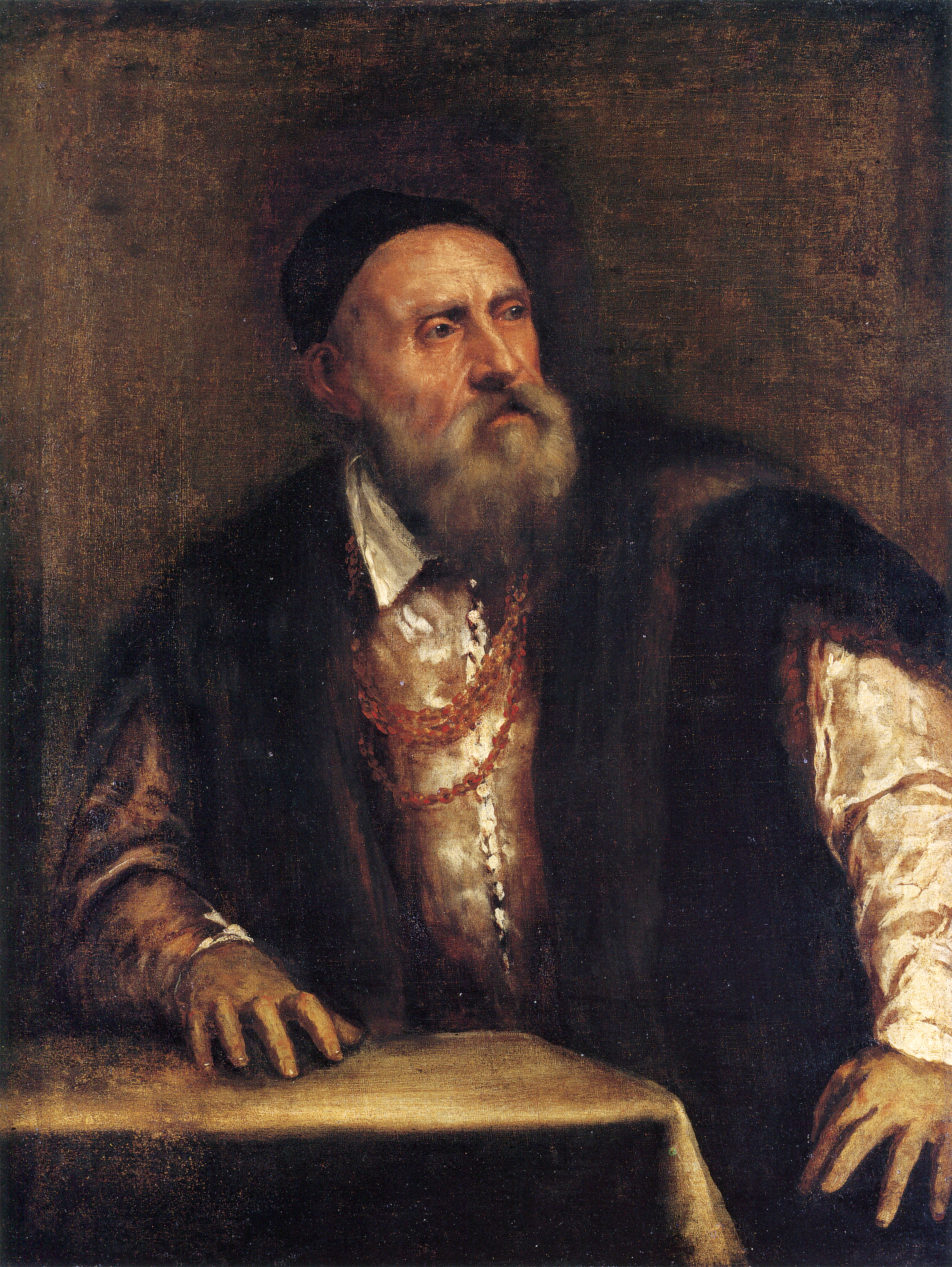
Autorretrato de Tiziano.

En este periodo sobresale Palma el Viejo, cronista de la belleza femenina, con obras destacas como Santa Bárbara de Santa María Formosa, de Venecia, o la Eva del Museo de Brunswick. Es asimismo relevante Sebastiano del Piombo, que, si romano por la mayor parte de su gestión, nunca puede desmentir su nacimiento y su educación en Venecia. Completan la lista de figuras de este periodo Palma el Joven, Bonifazio Veronese y Pordenone.

### Tiziano, Tintoretto, Veronés
Tiziano continúa los retratos femeninos, en el marco de una obra rica, voluptuosa, con que recurre a las mitologías y de bacanales. Tiziano, en efecto, incluye una constante hasta entonces ajena a la pintura veneciana, y es el neto influjo español, representado por sus ilustres clientes Carlos I y Felipe II. Debido a su longevidad e influencia, es a veces difícil conciliar su obra en una sola descripción. Sus retratos y paisajes le dieron fama, siendo asimismo especialista en escenas mitológicas y cuadros de temática religiosa.
El color, vívido y luminoso, así como una pincelada suelta y fineza en las modulaciones cromáticas son, a grandes líneas, rasgos generales de su obra. El nivel de su obra fue determinante no solo para la escuela veneciana sino para el arte universal. Sin embargo, si su obra juvenil tuvo un impacto directo en su medio artístico, su trabajo de madurez fue criticado por sus contemporáneos, entre ellos Giorgio Vasari, siendo empero reivindicado por otros maestros posteriores como Velázquez, Rembrandt y Goya. Dentro de sus obras se destacan La Asunción de la Virgen de 1518, La bacanal de 1520, Baco y Ariadna de 1523, Pala Pesaro de los años 1520, el Retrato de Federico II Gonzaga de 1529, el de Carlos V con un perro de 1532, el de Carlos V sentado de 1548, el de Felipe II de 1551, Dánae de 1554, El martirio de san Lorenzo de 1558, el Autorretrato de 1567 así como La Piedad y Cristo coronado de espinas de los años 1570.

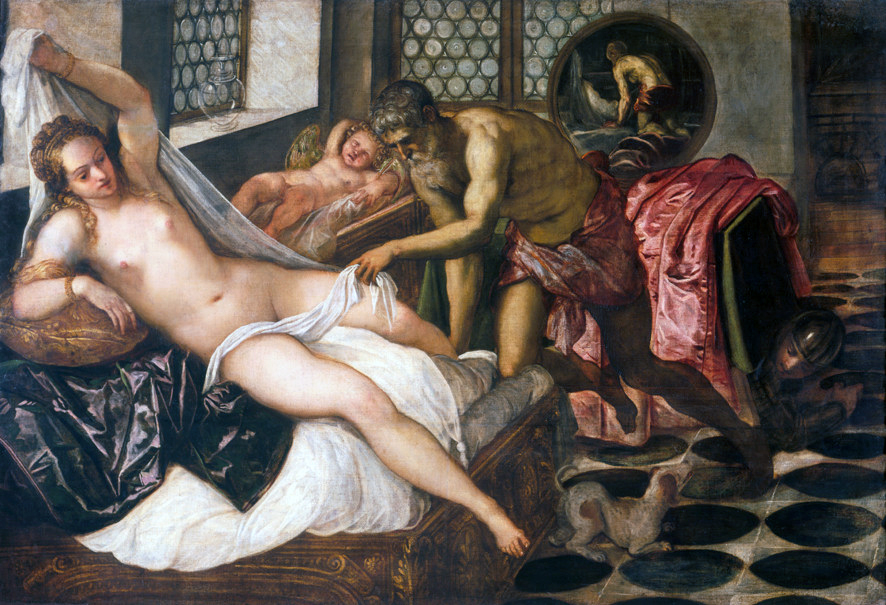
Venus, Vulcano y Marte, lienzo de Tintoretto.

Conocido como il furioso (el furioso), Tintoretto se caracterizó por un dramático uso de la perspectiva y especiales efectos de luz, siendo un precursor del barroco. Inserta su temática en un marco característico de la escuela veneciana, fuertemente influenciado por Tiziano, dando prelación al color, el paisaje y la luz. Sus temas fueron sobre todo religiosos, tanto bíblicos como evangélicos. Sus escenas, sin embargo, se enmarcan en decorados venecianos, reflejando su alegría y esplendor. Dentro de sus obras se destacan San Marcos liberando al esclavo de 1548, El Lavatorio de 1550, Venus, Vulcano y Marte de 1555, Cristo en casa de Marta y María de 1580 y La Última Cena de principios de los años 1590.
Paolo Veronese fue por su parte fuertemente influenciado por Tiziano y Tintoretto. Su obra se caracterizó por los grandes formatos, determinando el lujo y la arquitectura clásica sus escenas, que presentan un rico aunque suave colorido. Como sus predecesores, maneja varias escenas de temática religiosa, las cuales sin embargo recuerdan las grandes fiestas venecianas, como en Las bodas de Caná de 1563. Su estilo es manierista, anunciando en algunos sentidos el barroco. Otras obras del autor son Venus y Adonis y Alegoría de la Virtud y el Vicio, ambos de los años 1580.

## SigloXVII
Aparte de la familia Bassano, compuesta por Jacopo y sus hijos Francesco y Leandro, hay pocos pintores venecianos de finales del siglo XVI y del siglo XVII, favoreciendo el trabajo foráneo, como el del romano Domenico Fetti o el oldemburgués Jan Lyss, raro ejemplo de holandés venecianizado. Los venecianos aportan poca cosa. Son los pintores de temas religiosos Sebastiano Ricci, Gregorio Lazzarini, los retratistas Sebastiano Bombelli, Fra' Galgario o Rosalba Carriera.

## SigloXVIII

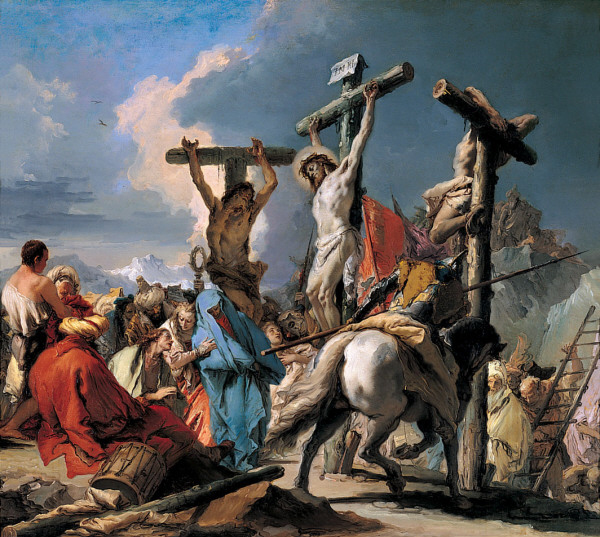
Crucifixión, de Giambattista Tiepolo.

El último gran retratista del grupo, Pietro Rotari, es en sus mejores creaciones característicamente rococó. Giambattista Piazetta, que aborda con regular éxito el género religioso, trae temas del Antiguo Testamento, tratándolos como escenas de género, como en La buenaventura, en la Academia de Venecia. Giambattista Pittoni fue uno de los principales representantes de la pintura veneciana del siglo XVIII. Gianbattista Tiepolo es por su parte un creador de la talla de Tiziano, Tintoretto y Veronés, que crea escuela con su hijo Lorenzo. Otra gran dinastía es la de Gianbattista Pittoni, Canaletto y su sobrino Bernardo Bellotto. Guardi, por su lado, reprodujo el aspecto más escenográfico de la ciudad.

## Final
Setecentistas venecianos son Pietro Longhi, que presenta el interior de la vida ciudadana, y Giovanni Battista Piranesi de Mestre. El pintor que enlaza en la ciudad el siglo XVIII con el XIX es el retratista Domenico Pellegrini.